# Radar Online
Radar Online é um site americano de entretenimento e fofocas que foi publicado pela primeira vez como publicação impressa e online em setembro de 2003 antes de se tornar exclusivamente online. Em 2008, a revista era de propriedade da editora American Media Inc. O diretor de conteúdo da American Media, Dylan Howard, supervisiona a publicação.

## História
A revista Radar, que publicou artigos sobre entretenimento, moda, política e interesse humano, foi fundada e editada por Maer Roshan em setembro de 2003. Após uma série de três problemas de teste, ele a relançou em 2005 e novamente em 2006 com a ajuda de investidores e familiares, incluindo Jeffrey Epstein. O Radar recebeu uma indicação de Excelência Geral pela Sociedade Americana de Editores de Revistas em 2007. Seu site, Radar Online, ganhou uma audiência de um milhão por mês logo após o lançamento.[carece de fontes?]
Um fracasso desde o início, a revista impressa parou de ser publicada de repente em 2008, depois que seu principal financiador, o bilionário Ron Burkle, que possuía um interesse substancial na American Media, editora da Star e National Enquirer, se retirou. O Radar Online foi relançado em março de 2009 com uma rebranding, focando em itens de celebridades sobre fofocas, moda e cultura pop. Todos os artigos publicados anteriormente pelo Radar Online foram apagados do site.